# Саббатини, Пьетро Паоло
Пьетро Паоло Саббатини (итал. Pietro Paolo Sabbatini; 1600, Рим — 1657, Рим) — итальянский композитор, дирижёр, музыкант.
С 1628 по 1630 год Саббатини был регентом и музыкальным руководителем Arciconfraternitá della Morte et Orazione в Риме, а с 1630 по 1631 год — в римской церкви Сан-Луиджи-деи-Франчези.
Работал, в основном, в Риме. Автор популярных песен и музыки своего времени, среди них вилланеллы, каприччио, канцоны и канцонетты, также сочинял религиозные музыкальные произведения, в том числе псалмы.
Его самые известные работы — «Canzoni Spirituali a Una, Due et a Tre Voci» («Духовные песни для одного, двух и трёх голосов»), изданной в 1640 году. Его перу принадлежит также учебник по духовной музыке под названием «Toni Ecclesiastici Colle sue Intonazioni all’Uso» (Рим, 1650).

## Избранные сочинения
Духовная музыка
- Intermezzi Spirituali (1628)

Первый лист «Canzoni Spirituali». 1640

- Psalmen für 8 Stimmen und Basso Continuo op. 12 a (1630)
- Antiphones des Vepres für 8 Stimmen und Basso Continuo op. 12 b (1630)
- Litanies de la Vierge für 8 Stimmen und Basso Continuo op. 12.c (1630)
- Canzoni Spirituali a Una, a Due e a Tre Voci (1640)

Вокальная музыка
- Varii Caprici op. 14, Книга 7 — сборник вокальных произведений для 2 и более голосов (1641)
- Villanelle — Книга 3 — сборник вокальных произведений для 2 и более голосовn (1631)
- Villanelle — Книга 4 — сборник вокальных произведений для 2 и более голосов (1631)
- Villanelle — Книга 6 op. 8 — сборник вокальных произведений для 2 и более голосов (1628)
- Prima Scelta di Villanelle — сборник вокальных произведений для 2 и более голосов (1652)
- Prima Scelta di Villanelle — Книга 10 — сборник мелодий (1652)
- Seconda Scelta di Villanelle — Книга 10 — сборник мелодий (1652)